# Edward Gibbon
Edward Emily Gibbon (8 de mayo de 1737-16 de enero de 1794) fue un historiador británico, considerado como el primer historiador moderno y uno de los historiadores más influyentes de todos los tiempos.
Su obra magna, Historia de la decadencia y caída del Imperio romano, publicada entre 1776 y 1788, es un trabajo fundamental cuya influencia perdura hasta hoy en día, no solo para comprender la evolución historiográfica sobre este tema —que no el estado de la cuestión, dado que la obra está, lógicamente, desfasada—, sino también como sólido hito metodológico en el estudio histórico. Tomando como punto de partida de la decadencia de Roma la muerte de Marco Aurelio (y el consiguiente ascenso de Cómodo al trono), Gibbon narra a lo largo de setenta y un capítulos la historia de Roma y Bizancio hasta la caída de esta última el año 1453.

## Vida

### Primeros años
Nació en Putney, por entonces una ciudad junto al Támesis, cerca de Londres, Inglaterra. Su abuelo había forjado y perdido la fortuna familiar en la burbuja de los mares del Sur. Gibbon era hijo único y en sus memorias se describe a sí mismo como un «muchacho enfermizo». Era pelirrojo, de voz aguda, con una tendencia a la obesidad que se acentuó en su madurez. Su madre murió cuando él contaba diez años, y su crianza y cuidado corrió a cargo de su tía Catherine Porten. Asistió a la Kingston Grammar School mientras residía con su querida tía, Aunt Kitty, y más tarde cursó estudios en la Westminster School. A los 14 años de edad su padre lo envió al Magdalen College de la Universidad de Oxford.
Gibbon no disfrutó de la atmósfera universitaria de Oxford («posee todos los achaques de la vejez y ninguna de sus virtudes», escribió) y más tarde describió los catorce meses pasados allí como los menos provechosos de toda su vida. Lo más memorable de este periodo fue su conversión al catolicismo el 8 de junio de 1753. «Desde mi juventud he sido aficionado al debate sobre temas religiosos», escribió más tarde.

### Estancia en Suiza
Por su conversión al catolicismo fue expulsado de Oxford y su padre lo envió a Lausana, Suiza, bajo la tutoría de M. Pavilliard, pastor calvinista y tutor privado, donde permaneció cinco años, un tiempo que tendría un fuerte impacto en su carácter y su vida posterior. Su reconversión al protestantismo se consumaría finalmente el 25 de diciembre de 1754. Su estancia en Lausana enriqueció la inmensa aptitud de Gibbon para el estudio y la erudición; allí se entrevistó con Voltaire y se convirtió en un suizo adoptivo:

Yo había dejado de ser inglés —escribe—. En esa tierna época de mi juventud, de los dieciséis a los veintiún años, todas mis opiniones, costumbres y sentimientos habían sido arrojados en un molde extranjero; el recuerdo débil y alejado de Inglaterra se había borrado casi. Mi misma lengua se me había vuelto menos familiar, y de buena gana hubiese aceptado la oferta de una independencia moderada al precio de un destierro perpetuo.

Además conoció al único amor de su vida, la hija de un pastor protestante, una joven llamada Suzanne Curchod, que más tarde sería la esposa de Jacques Necker, el ministro de finanzas francés y madre de Madame de Staël. Una vez más intervino su padre en su vida, que le negó el permiso para proponer matrimonio a la joven y exigió su regreso a Inglaterra. Gibbon escribiría: «I sighed like a lover, I obeyed like a son» (Suspiré como un enamorado, obedecí como un hijo).

### Regreso
A su regreso a Inglaterra, Gibbon, completamente afrancesado, publicó su primer libro: el Essai sur l'Etude de la Littérature en 1758, escrito originalmente en francés, ignorado en Inglaterra, pero bien acogido en el continente. De 1759 a 1763 Gibbon pasó cuatro años de servicio con la milicia de Hampshire, durante la Guerra de los siete años entre Gran Bretaña y Francia. A finales de 1763 embarcó para realizar un Grand Tour a Europa, que incluyó una visita a Roma. Fue allí, en 1764, cuando Gibbon concibió por primera vez la idea de escribir sobre la historia del Imperio romano:

E1 15 de octubre de 1764 —escribe Gibbon—, yo estaba sentado, soñando, en medio de las ruinas del Capitolio, mientras los monjes descalzos cantaban vísperas en el Templo de Júpiter. En este instante brotó en mi espíritu por primera vez la idea de escribir la historia de la decadencia y caída de Roma.

Regresó a Inglaterra en 1765, alternando durante los cinco años siguientes su residencia entre Londres y Putney. En 1772 su padre murió, dejándole lo suficiente como para vivir desahogadamente en Londres. Entonces fue invitado a formar parte del famoso club literario fundado por Samuel Johnson en 1765. Durante los años en que Gibbon fue miembro activo del club, entre sus socios se encontraban no solo Johnson, sino también Boswell, el erudito enemigo de Gibbon; sir Joshua Reynolds, el pintor; el escritor Oliver Goldsmith; el famoso esteta y liberal conservador Edmund Burke; el actor shakespeariano David Garrick; Charles Fox, el gran estadista de la oposición; el dramaturgo y político Richard Sheridan, y el famoso economista y moralista amigo de Gibbon, Adam Smith. Empezó a escribir The History of the Decline and Fall of the Roman Empire en 1773, y el primer volumen apareció en 1776. En ese lapso, en 1774, consiguió un escaño en el Parlamento gracias a un primo rico y permaneció en él durante los ocho años más productivos de su vida sin pronunciar un solo discurso, por lo general apoyando al gobierno, solo con algunas reticencias en la cuestión americana; sin embargo, fue nombrado miembro de la junta de Comercio y Plantaciones, una sinecura que conservó tres años y le rentó 750 libras anuales. Unos versos anónimos, aunque atribuidos a Charles Fox, insinuaron que ese empleo sirvió para impedir que escribiese una Historia de la decadencia de Inglaterra. Acabó su obra en Lausana. Al imprimirse tuvo tanto éxito entre los intelectuales de su tiempo que era considerado casi imprescindible haberla leído en la gran sociedad, aunque provocó cierta polémica con las autoridades eclesiásticas (Henry Hart Millman, deán de la catedral de San Pablo y biógrafo de Gibbon, hizo en 1838 una edición anotada de la Decadencia y caída donde afirmaba que su obra era «un ataque audaz y artero al cristianismo»), y también hubo críticos victorianos y puritanos como Oliphant Smeaton, Birkbeck Hill o Thomas Bowdler, este último autor de una edición expurgada de cuestiones religiosas. Les escocían, en especial, los capítulos quince y dieciséis que concluían el primer volumen; Gibbon incluso escribió A Vindication of some Pasaes in the Fifteenth and Sixteenth Chapters en respuesta a un opúsculo crítico escrito por un tal H. E. Davis. Pero los elogios de los entendidos de entonces y de después (Mommsen, J. B. Bury) eran en lo sustancial unánimes, aunque se condenase el juicio de Gibbon sobre que la historia del Imperio de Oriente era «un relato uniforme de debilidad y miserias». Los últimos tomos aparecieron en 1788. A causa de la Revolución Francesa tuvo que volver a Inglaterra y trabajó en su Autobiografía hasta su muerte, en 1794.

### Enfermedad
Gibbon sufrió de una afección que ahora se piensa que podría ser hydrocele testis, de acuerdo con el Manual de Merck. Produce la exudación de fluido de los testículos en proporciones extraordinarias. Gibbon ideó muchas maneras de retirar el fluido en años posteriores, pero la situación empeoró y se convirtió en algo más doloroso y vergonzoso. Su médico, que hacía mediciones, sacó una vez más de un litro de líquido de la protuberancia. Esta inflamación crónica le causó una incomodidad añadida en una época en que la moda tendía a los calzones ajustados. Se refiere indirectamente a esto en sus memorias cuando comenta: «Puedo recordar solo catorce días verdaderamente felices en mi vida» y «nunca estoy contento sino cuando escribo en soledad». La higiene personal durante el siglo XVIII era como mucho opcional. La humillación social que soportó como consecuencia de su necesidad de higiene y su protuberancia quedó registrada. En una época en que el valor del hombre era medido no solamente por el «corte de sus calzones» sino también por su equitación, Gibbon fue una figura solitaria. En un incidente se arrodilló ante una dama de la sociedad a la que iba a declararse. Ella protestó: «Señor, por favor, levántese». Gibbon replicó: «Señora, no puedo».

## Historia de la decadencia y caída del Imperio romano
Gibbon se plantea escribir la historia de manera accidental. En sus memorias escribió que la redacción del libro se le ocurre en Roma, cuando está entre las ruinas del Capitolio y, mientras oye orar a los franciscanos, se plantea el porqué de la decadencia del Imperio romano. Quizá por eso asociará la caída del imperio con el ascenso del cristianismo[cita requerida], si bien en la obra esto no parece ser una teoría creada ad hoc.
La pregunta inicial del libro será la causa de la caída del Imperio romano, y el tema central, quizá por la relevancia histórica del mismo, será el ascenso y desarrollo del cristianismo. La primera edición de la primera parte de la obra se publica en 1776, y va seguida del escándalo, porque Gibbon por primera vez aplica la historia filosófica[cita requerida] a la historia de la Iglesia, es decir, escribe este libro desde una perspectiva ilustrada y crítica. El escándalo y la seriedad inherente de la obra contribuyen al éxito de su estudio, por lo que publica la segunda parte en 1788.
La primera parte abarca desde los Antoninos hasta el año 476, en el que se produce la desaparición del último emperador, Rómulo Augústulo. La segunda parte se ocupa fundamentalmente de la historia bizantina y de occidente, desde el 476 hasta la caída de Constantinopla en 1453. Las caídas de Roma y Constantinopla se habrían producido, según él, por un proceso de decadencia moral, debido a que el cristianismo iba en contra de los ideales de Roma, que eran la libertad intelectual y moral.
Uno de los planteamientos centrales de la obra es responder a por qué el cristianismo se impuso en Roma (y cuál pudo ser su influencia en la caída del imperio). La respuesta obvia que le hubieran dado en su época es porque se trata de la doctrina verdadera. Gibbon, aunque agnóstico confeso, no discute esta causa, sino que la ignora y analiza las causas verdaderas, que son, según él:
- La intolerancia de los cristianos, que están convencidos de que su religión era la verdadera.
- El cristianismo tiene como ventaja que es una doctrina proselitista, no como el judaísmo, que es cerrada.
- La promesa en una vida futura.
- Los milagros de la Iglesia primitiva.
- La moral austera.
- La unión del cristianismo y gobierno.

Todo esto contribuye a explicar la caída del imperio.
El verdadero mérito de Gibbon, empero, no se centra en sus tesis decadentistas, sino en cómo aborda el estudio del período, en cómo maneja las fuentes históricas y en cómo no se conforma con recoger aquello que cada una de estas relata, sino que lo hilvana y contextualiza tratando de ofrecer una imagen global de cada período histórico. Así, lo novedoso y valioso de Gibbon no son sus tesis políticas, morales o religiosas, que son las mismas de Voltaire y de Montesquieu, sino que supo comprender el importante papel de los hechos en la historia, y supo ordenarlos y valorarlos para conseguir el primer análisis histórico moderno. En eso radica su importancia y la fuerza con que ha calado en toda la historiografía posterior.

## Valoración

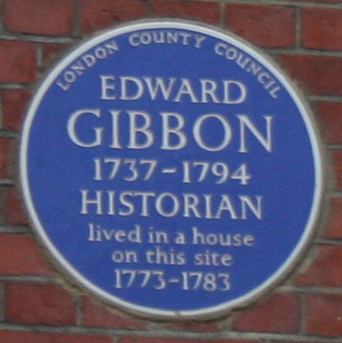
Placa conmemorativa de Edward Gibbon en Bentinck Street, London.

El arte literario de Gibbon, la continua excelencia de su estilo, sus epigramas picantes y su brillante ironía puede que no hubieran asegurado a su obra la inmortalidad de que probablemente disfruta, de no ser por el empuje ecuménico, la precisión extraordinaria y una perspicacia de juicio que raramente ha sido igualada en historia, o incluso en la prosa inglesa. Winston Churchill anotó: «Empecé Decadencia y Ruina (y) fui inmediatamente dominado tanto por la historia como por el estilo. Devoré a Gibbon. Lo seguí triunfalmente de principio a fin». Más tarde, en sus propios escritos tendería a imitar el estilo de su prosa, aunque a un nivel menos elevado.
De modo inusual para el siglo XVIII, Gibbon nunca estaba satisfecho de segundas fuentes si las primarias estaban a mano. «Siempre me he esforzado», dijo, «por extraer de la fuente principal; mi curiosidad, tanto como un sentido del deber, me han urgido siempre a buscar en los originales». En esta insistencia en la importancia de las fuentes primarias Gibbon es considerado por muchos como el primer historiador moderno... pero, según el bizantinista Alexander Vasiliev, no sabía bastante griego y debía mucho al historiador francés Tillemont y no poco también a Montesquieu, aparte de ofrecer una visión del Imperio de Oriente sumamente inexacta.
El capítulo decimoquinto, que documenta las razones para el rápido crecimiento de la Cristiandad a lo largo del Imperio romano, fue particularmente vilipendiado y causó la prohibición del libro en varios países hasta hace relativamente poco. Irlanda, por ejemplo, levantó la prohibición sobre su venta poco después de 1970. Durante décadas estuvo incluido en el Index librorum prohibitorum.
La historia de Gibbon sobre la Decadencia y ruina del Imperio romano sigue siendo una obra de valor literario indiscutible, pero no tanto en cuanto a su valor histórico; sirvió de inspiración para los historiadores más moralistas y, sobre todo, es una crítica brillante, sostenida y extraordinariamente perspicaz de la fragilidad de la condición humana. Empero, la tesis decadentista que planteó en cuanto al «fin del imperio romano de occidente» está más que desfasada y bastante superada por la historiografía actual, aunque todavía hubo quien, como Volney, Oswald Spengler o Arnold Toynbee tomara en cuenta su idea de que las civilizaciones poseen un apogeo y una decadencia. A Gibbon es importante tenerlo en cuenta para comprender la evolución historiográfica sobre este tema, ya que fue uno de los pioneros en la historiografía moderna, pero su propuesta ya no es aceptada por los estudiosos del tema.

## Influencia en otros autores y dirigentes
La obra histórica de Edward Gibbon ha sido estudiada por conspicuos autores y personajes de los siglos XIX y XX: tal es el caso, por ejemplo, de Napoleón Bonaparte, que contó con una edición del Decline and Fall en su biblioteca de Longwood, durante su exilio en Santa Elena; de Lev Tolstói, que lo mencionará en la segunda parte del epílogo de Guerra y Paz, como uno de los «historiadores modernos»; o de Winston Churchill, que recitaría oraciones de la obra gibboniana para ensayar en sus discursos grabados.
Los temas acerca de los cuales escribió Gibbon, así como sus ideas y su estilo, han influido en otros autores, como es el caso de Isaac Asimov, que usó su obra principal The History of the Decline and Fall of the Roman Empire como guía al escribir uno de los cuentos que forman parte del libro Fundación e Imperio (Parte I: "El General"), dentro de la famosa Trilogía de la Fundación.

## Obra
- Essai sur l’étude de la littérature (1761). En castellano, Ensayo sobre el estudio de la literatura, traducción de Antonio Lastra, Ediciones del Subsuelo. Barcelona, 2022.[16]
- The History of the Decline and Fall of the Roman Empire (Volume I, 1776; Volumes II and III, 1781; Volumes IV, V, and VI, 1788). En castellano, Historia de la decadencia y ruina del Imperio Romano. Traductor, José Mor de Fuentes. Editor, Imprenta de Don Antonio Bergnes y Compañía, Barcelona (1842);[17] Traducción de la edición abreviada de Dero A. Saunders: Historia de la decadencia y caída del Imperio Romano. Traductora: Carmen Francí. Alba Editorial, Barcelona, 2000; Decadencia y caída del Imperio Romano. Traducción de José Sánchez de León Menduiña,  Atalanta, 2002.
- A vindication of some passages in the fifteenth and sixteenth chapters of the History of the decline and fall of the Roman Empire (1779).
- Mémoire justificatif pour servir de réponse à l’exposé, &c de la cour de France (1779).
- Memoirs of My Life (1796). En castellano, Memorias de mi vida. Traductores: Josep Marco, Rafael Gómez-Cabrero, Andrea Montero y Néstor Fraile. Alba Editorial, Barcelona, 2003.